# Alessandro Calegari
Alessandro Calegari (Brescia, 1699 – Brescia, 1765) è stato uno scultore italiano.

## Biografia

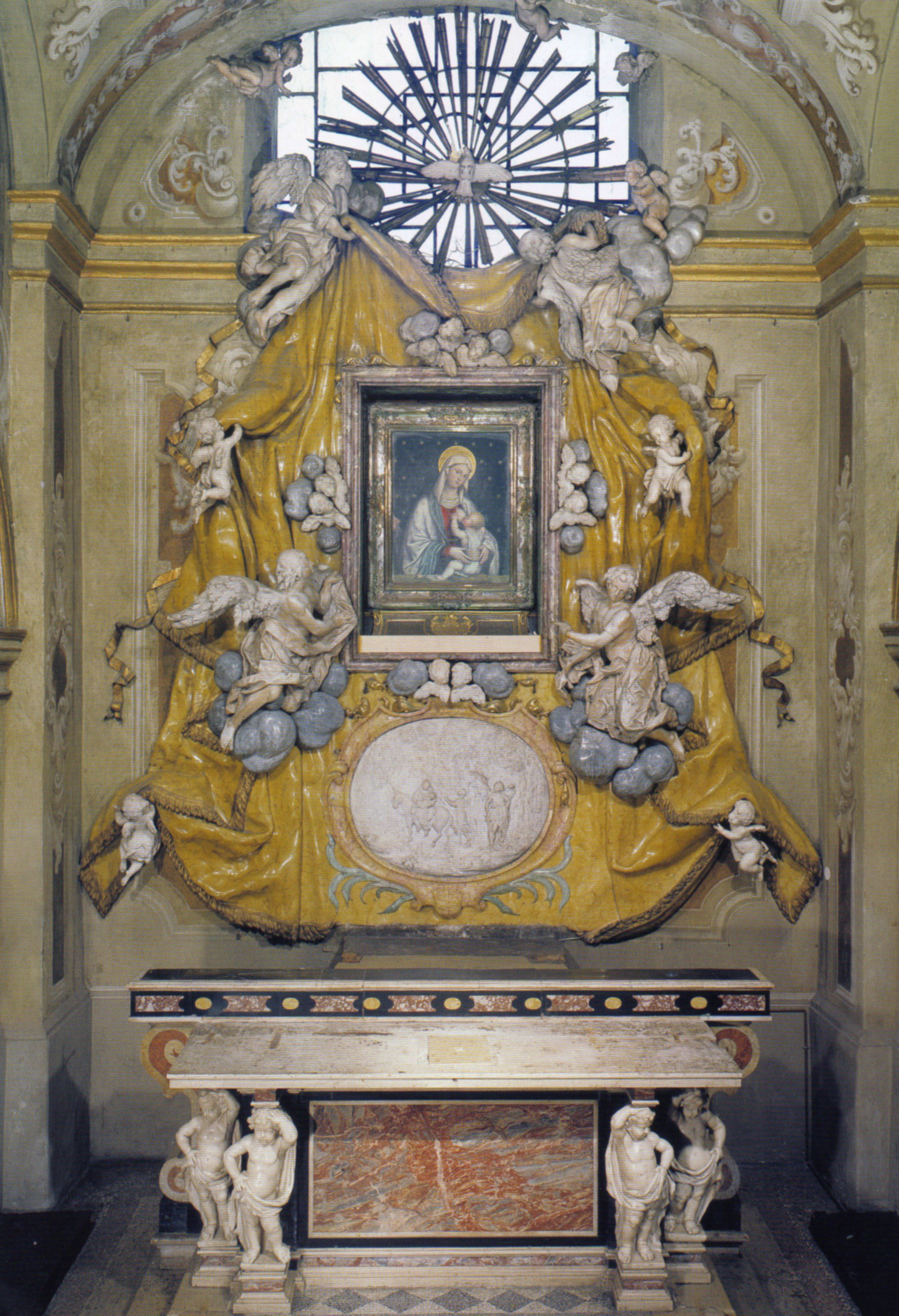
Brescia, altare della Madonna del Tabarrino nella Chiesa di San Giovanni Evangelista, Alessandro Calegari 1740-1745 circa

Fratello di Antonio, nasce a Brescia nei primi anni del Settecento dove muore nel 1765 circa. Molto unito al fratello, si forma artisticamente a Milano nella bottega dei Beretta e poi a Venezia dagli eredi di Giovanni Baratta, allievo del Bernini. Opererà dal 1724-26 a Mannheim al servizio del Principe elettore (dove conosce Antonio Ferretti col quale lavorerà anche a Brescia). Successivamente si sposterà alla Landhaus di Innsbruck.
La sua arte è molto più improntata sulle vere linee barocche rispetto a quanto era arrivato il fratello Antonio, preferendo quindi perdersi nelle frastagliature e in brevi sinuosità. I primi tentativi sono comunque di carattere scadente: è il caso, ad esempio, di una fontana per il parco di palazzo Soardi, oggi Bruni-Conter. La fontana è addossata a un muro e si compone di una statua di Nettuno che colpisce con il tridente un delfino ai suoi piedi, dalle cui fauci sgorga l'acqua che ricade nella vasca sottostante. Il tutto è posto in una nicchia e contornato da un fondale architettonico. Nell'opera, Alessandro esprime le sue attente ricerche in campo anatomico, ma le masse risultano eccessivamente forzate dalla paura di non riuscire a dare il giusto effetto al movimento dei muscoli della divinità. Il putto in sommità, seduto su un delfino mentre suona un corno, è posto in una movenza esagerata. L'insieme è un po' stridente, poco riuscito, soprattutto perché si capisce che non è riuscito a causa dell'incapacità dell'autore di concretizzare la sua idea, che pure c'è ed è molto bella. Stesso discorso per le statue del palazzo della Biblioteca Queriniana sul fronte rivolto verso i giardini vescovili, comunque di alta qualità decorativa. Meglio impostati sono i putti della cornice scolpita dal fratello per la cappella della Madonna del Tabarrino nella chiesa di San Giovanni e il bassorilievo sottostante.
Ogni lavoro dimostra la costante volontà di riuscire nelle molli dolcezze tondeggianti del barocco attraverso un lavoro accuratissimo. A quanto pare, soleva fare modelli in creta delle sue statue e poi vestirli con piccoli abiti di tela sottile per migliorare il realismo del risultato finale.

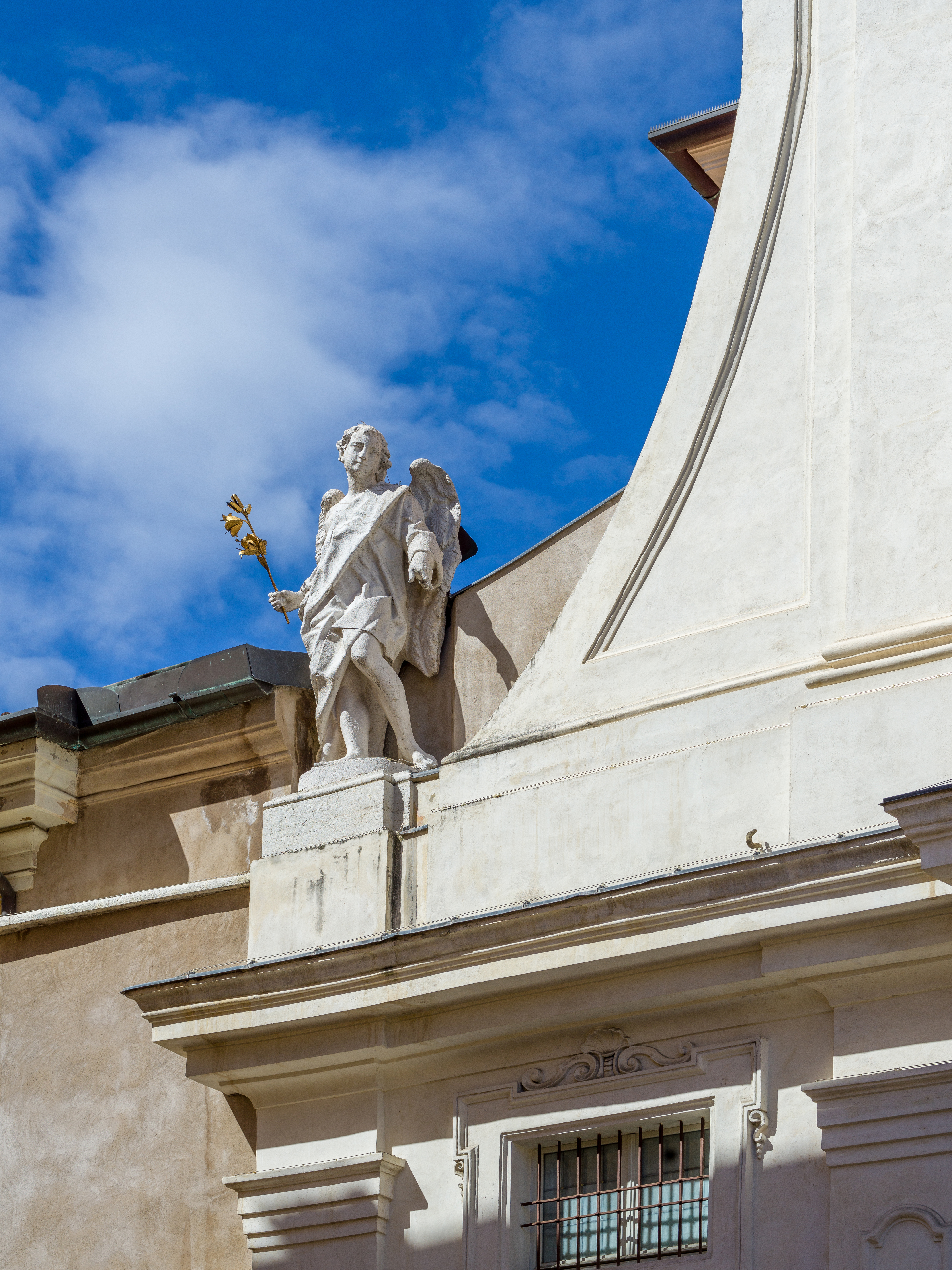
Chiesa di Santa Maria della Carità a Brescia

## Opere
Le opere di Alessandro Calegari non sono molte e spesso affiancate a lavori del fratello Antonio:
- Una Fontana per il parco di palazzo Soardi, oggi Bruni-Conter a Brescia, della quale si è già parlato;
- Bassorilievi e Angeli per l'altare di San Pellegrino nella chiesa di Sant'Alessandro di Brescia (perduti, tranne alcuni putti oggi posti attorno al crocifisso scolpito dal fratello, oggi in sacrestia);
- L'Angelo di destra sulla facciata della chiesa di Santa Maria della Carità a Brescia;
- Statue di Pio V e santa Rosa per il terzo altare destro nella chiesa di San Clemente a Brescia (perdute);
- Un'altra Fontana di Nettuno nel giardino di villa Mazzucchelli a Ciliverghe e le statue di Minerva, Apollo e Diana sul timpano;
- Le Quattro divinità sulla cancellata di villa Lechi a Montirone;
- Le statue sulla facciata della parrocchiale di Bedizzole;
- Due Angeli adoranti nell'altare del Santissimo della chiesa prepositurale di Sant'Erasmo a Castel Goffredo[1];
- Altare della Madonna del Tabarrino nella Chiesa di San Giovanni Evangelista a Brescia, 1740-1745 circa;
- Le statue di San Nicola di Bari, San Luigi Gonzaga, Gesù Cristo Redentore, due Angioletti, Cherubino, che ornano l'altare maggiore della chiesa parrocchiale di Cereta, 1736-1740;
- Le statue del Sacrificio di Isacco, due Angeli adoranti, due Angioletti, quattro Cherubini dell'altare maggiore (opera di Vincenzo Baroncini) nella chiesa parrocchiale di Breno, 1740-1741:

## Discendenza
Alessandro Calegari ebbe sette figli:
- Angela (1732?-?)
- Orsola Fedele (1732-?)
- Lorenzo (1733-1736?)
- Gaetano (1734-1781?), scultore
- Gelfino (1737-1793), scultore
- Giambattista Calegari (1737?-1773?), scultore
- Pietro (1737?-1773?), scultore